# Novo nacionalismo (Theodore Roosevelt)
Novo Nacionalismo foi a plataforma política progressista de Theodore Roosevelt durante a eleição de 1912. Roosevelt usou a frase "Novo Nacionalismo" em um discurso proferido em 31 de agosto de 1910 durante sua viagem de campanha aos Estados Unidos em Osawatomi, Kansas, na qual tentou reconciliar as alas liberal e conservadora do partido republicano.
Seu programa previa um grande aumento do poder federal para regular a indústria interestadual e um amplo programa de reforma social destinado a colocar os direitos humanos acima dos direitos de propriedade.